# Großohropossum
Das Großohropossum (Didelphis aurita), in Brasilien Saruê genannt, gehört zur Familie der Beutelratten und ist eine der in Südamerika lebenden Opossum-Arten. Ihr Verbreitungsgebiet erstreckt sich vom Nordosten Brasiliens über Paraguay bis Argentinien.

## Merkmale
Das Großohropossum ist dem Südopossum (Didelphis marsupialis) sehr ähnlich. Es erreicht vom Kopf bis zur Schwanzspitze eine Länge von 81 cm, wobei die Männchen größer als die Weibchen werden. Für Tiere aus Minas Gerais (Brasilien) wird eine Kopf-Rumpf-Länge von 35,5 bis 37,3 cm, eine Schwanzlänge von 35,5 bis 37,7 cm und ein Gewicht von 939 bis 1159 g angegeben.
Das Großohropossum hat eine auffällige Gesichtszeichnung mit einem deutlichen schwarzen Streifen in der Mitte der Stirn. Seine schwarzen Ohren, in der Erstbeschreibung als „groß und beinahe scheibenförmig“ beschrieben, sind unbehaart. Die Fellhaare sind von schmutzig gelber Farbe mit schwarzen oder grauen Spitzen. Der lange Greifschwanz trägt nur an der Basis Fell und ist ansonsten nackt. Der behaarte Teil des Schwanzes ist etwa so lang wie die Hinterbeine und mindestens zur Hälfte schwarz, die andere Hälfte ist weiß, wobei der schwarze Teil auch länger sein kann. Beim Südopossum ist der Schwanz weniger behaart und der schwarze Teil ist kürzer.

## Lebensraum und Lebensweise

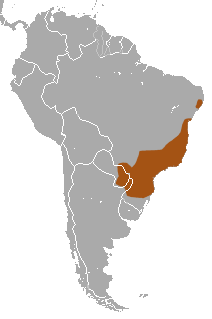
Verbreitungsgebiet

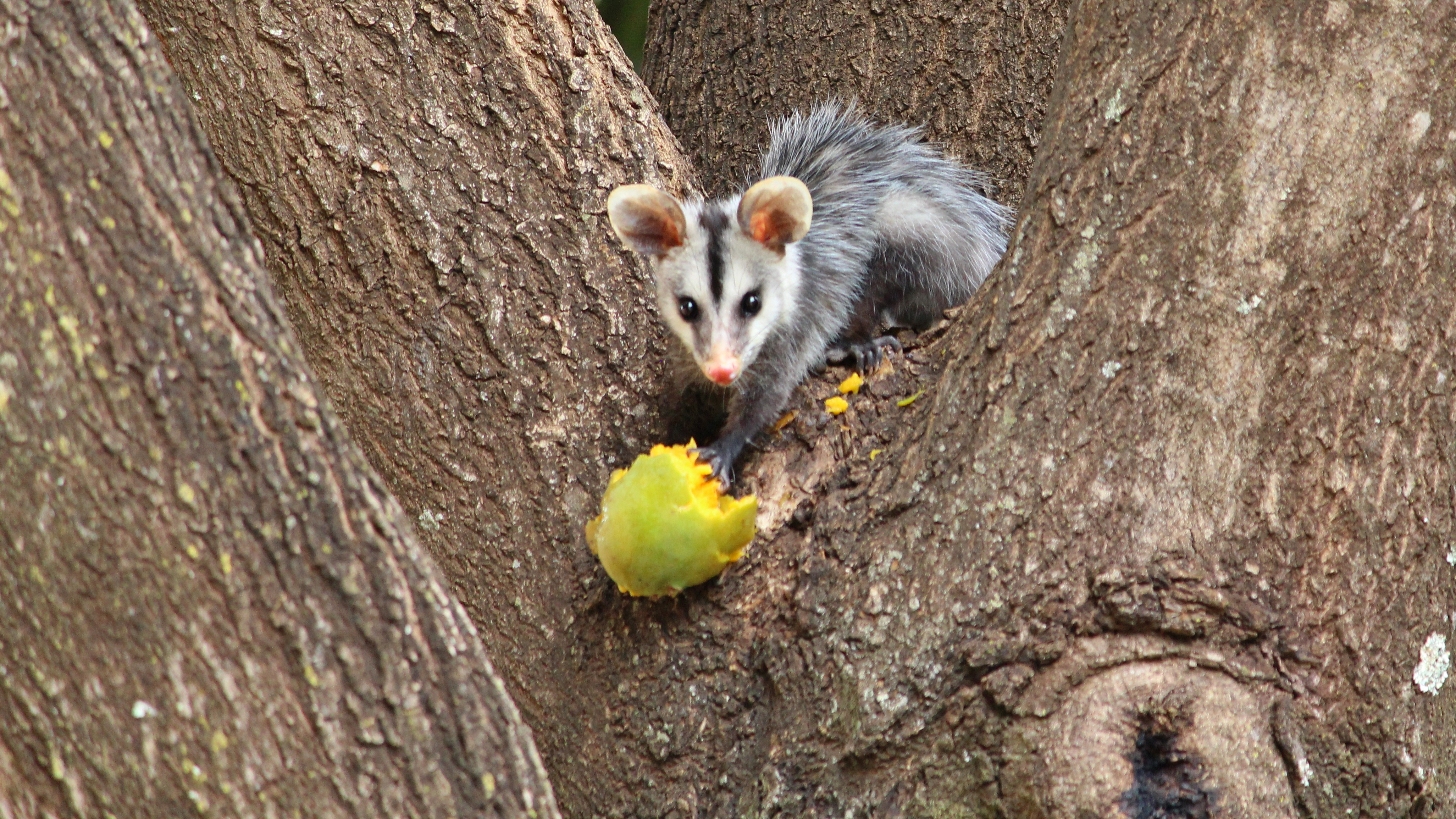
Großohropossum mit angefressener Mango

Während das Südopossums hauptsächlich den Amazonas-Regenwald bewohnt, ist der Lebensraum des Großohropossums der Atlantische Regenwald und das Araukarien Hochland. Das Großohropossum ist ein nachtaktiver, allein lebender Allesfresser (Omnivore). Es hält sich überwiegend am Boden auf. Seine Vordergliedmaßen und Krallen ermöglichen es ihm, auch auf Bäume zu klettern.

## Fortpflanzung

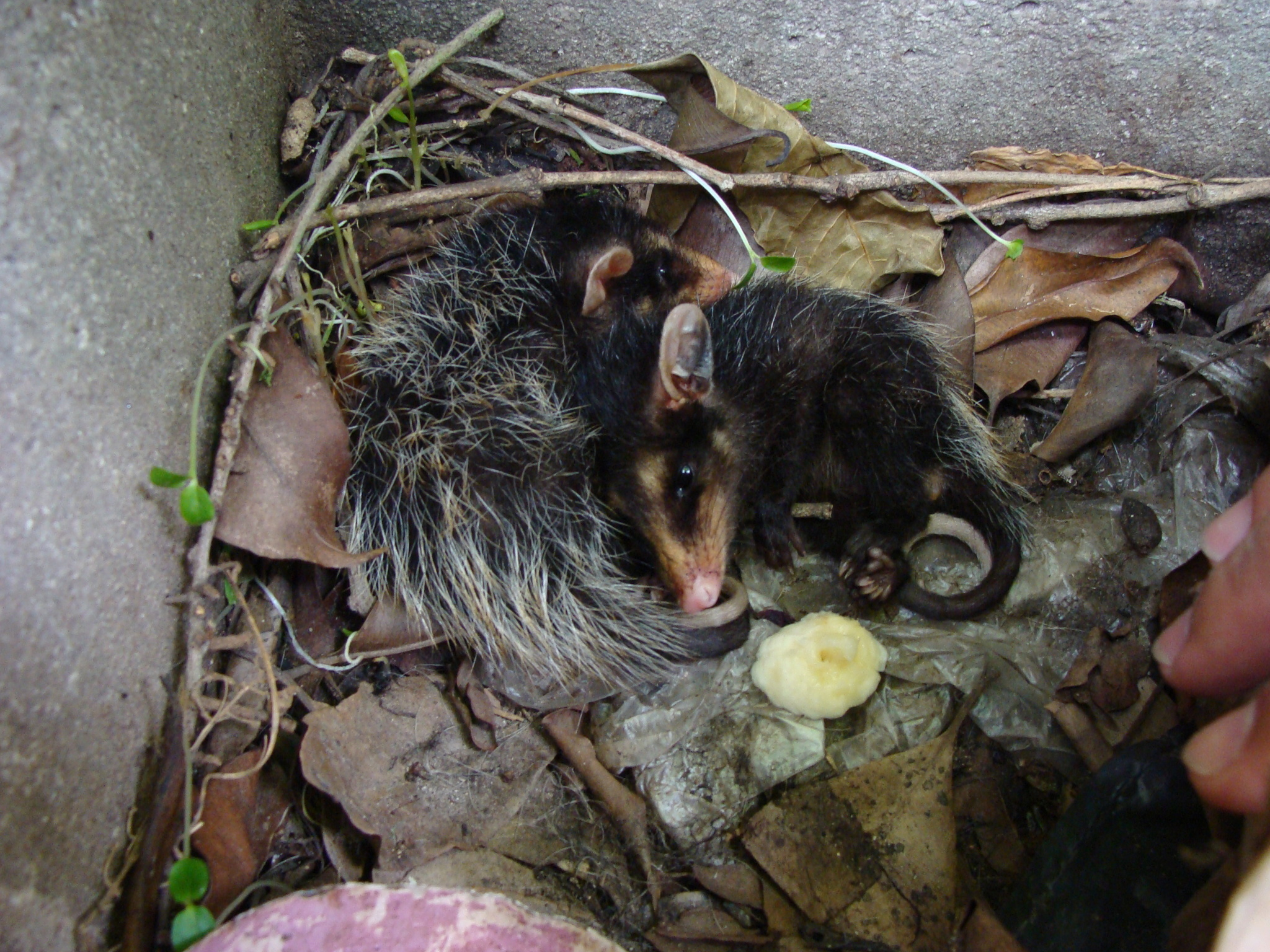
Jungtiere vom Großohropossum

Das Großohropossum paart sich mit mehr als einem Geschlechtspartner (Promiskuität). Seine Paarungszeit fällt in die Regenzeit von Juli bis März, wenn genügend Früchte vorhanden sind. Je Saison sind bis zu drei Würfe möglich, mit jedem Wurf kommen sechs bis sieben Junge zur Welt. Nach einer kurzen Tragzeit (etwa 14 Tage) kriechen die Jungen in den Beutel der Mutter, in dem sie etwa 100 Tage gesäugt werden. Die Absetzung erfolgt zum Ende der Regenzeit, wenn es noch genügend Früchte gibt.

## Systematik
Früher wurde das Großohropossum als eine räumlich getrennte (disjunkte) Population des Südopossums (Didelphis marsupialis) angesehen. Ob es sich um eine eigene Art oder um eine allopatrische Unterart des Südopossums handelt, ist Anlass für Diskussionen. Die Trennung wurde von Corbet und Hill (1991) nicht akzeptiert.

## Gefährdung und Schutz
Das Großohropossum wird lokal als Geflügelräuber, zum Sport oder zur Nahrungsgewinnung bejagt. Geringe Bedeutung hat auch die Bejagung zur Fellgewinnung. Die Abholzung hat einen Einfluss auf manche Subpopulation, z. B. im östlichen Paraguay. Allerdings scheint die Art nicht negativ durch menschliche Besiedlung beeinflusst zu sein und kommt in einigen Schutzgebieten vor. 
Deshalb und auf Grund des großen Verbreitungsgebietes, der angenommenen großen Population und der Toleranz gegenüber Veränderungen seines Lebensraumes wird die Art von der IUCN (International Union for Conservation of Nature and Natural Resources) als nicht gefährdet (Least Concern, LC) eingestuft.